# 利娅·桑德斯
利娅·桑德斯（英語：Leah Saunders，1993年2月7日—），澳大利亚女子赛艇运动员。她曾代表澳大利亚参加世界赛艇锦标赛，获得一枚银牌和一枚铜牌，均来自女子八人单桨有舵手项目。